# Chelambra
Chelambra  o Idimuzhikkal es una ciudad censal situada en el distrito de Malappuram en el estado de Kerala (India). Su población es de 34149 habitantes (2011). Se encuentra a 29 km de Malappuram y a 16 km de Kozhikode

## Demografía
Según el censo de 2011 la población de Chelambra era de 34149 habitantes, de los cuales 16482 eran hombres y 17677 eran mujeres. Chelambra tiene una tasa media de alfabetización del 95,35%, superior a la media estatal del 94%. la alfabetización masculina es del 97,12%, y la alfabetización femenina del 93,72%.